# 中華航空831號班機劫機事件
中華航空831號班機由中華民國高雄市飛往香港。1978年3月9日，該班機由機身編號B-1870之波音737-222型客機飛行。機上乘客92人（華人85人），航班人員全部9人。班機於下午4時8分離開高雄，於5時許飛至香港上空時，機上工程師機務人員34歲的施明振進入駕駛艙後反鎖，以斧頭及利剪兩樣機上維修工具威脅機組人員改道飛往中國大陸。正機師高志賢及副機師龔仲康（二人均為中華民國空軍出身）反抗後被擊傷。二人其後透過廣播，要求機上保安人員立即進入駕駛艙。一名便衣保安人員和另外一名機組人員隨即以滅火器撞開駕駛艙門，進入後以手槍擊斃劫機者施明振。香港國際機場接獲報告後，飛機在機場人員戒備下於下午5時20分成功安全降落。機場特警組登機後搜查，確認無疑犯同黨後收隊離去，各乘客經由偵緝人員盤問後亦於當晚獲准離開。受傷機長及副機長後被送往伊利沙伯醫院。
施振明畢業於臺北工專機械工程科，曾經擔任預備軍官一年，劫機前兩年進入華航工作。

## 其他
涉事的B-1870號客機原是一架交付給全日本空輸的客機，編號為JA8401，1976年轉予華航。1986年2月16日，該機在執行中華航空2265號班機時墜毀于馬公機場近海，機上13人全部死亡。